# スティーブ・バートマン事件
スティーブ・バートマン事件（Steve Bartman incident）とは、2003年10月14日に行われたMLBナショナルリーグチャンピオンシップシリーズ第6戦の8回表に起こったシカゴ・カブスファンによるファウルフライの捕球妨害事件である。
その直後、リーグ優勝まであとアウト5つに迫っていたシカゴ・カブスが大量失点を喫してフロリダ・マーリンズに逆転負けし、翌日の第7戦も敗れてワールドシリーズ進出を逃したことで、この事件はシリーズのターニングポイントと見られるようになった。

## 背景
シカゴ・カブスは1908年のワールドシリーズを制して以来、実に95年間もワールドシリーズ制覇から遠ざかっていた。「山羊（ヤギ）の呪い（ビリー・ゴートの呪い）」の名で知られているその因縁は、カブスがワールドシリーズ出場を果たした1945年、タイガースを相手に2勝1敗として4戦目を迎えた10月6日のことだった。
地元シカゴのバー、ビリー・ゴート・タバーン（Billy Goat Tavern）のオーナーを務めるビリー・サイアニス（William "Billy" Sianis, 1900年代初頭 - 1970年10月22日）はカブスのファン。マーフィーという名の山羊を飼っており、いつも一緒に応援に出かけていた。彼はいつもマーフィーの分のチケットまで買うほどだった。しかし、シリーズ4戦目のこの日、カブス関係者が今まで問題にしていなかったマーフィーの入場を拒否した。理由はマーフィーの臭いだった。これに激怒したビリーは「2度とこのリグレー・フィールドでワールドシリーズがプレーされることはないだろう」と言い放って球場を後にした。
そのせいか、カブスはこの試合から3連敗を喫してワールドチャンピオンを逃すと、それ以降リーグ優勝・ワールドシリーズ出場を果たせないでいた。 1972年と1983年にはビリーの甥のサムが再び山羊を連れて球場へ観戦しに行ったのだが、ここでも入場を断られ、直後にカブスがリーグ首位から陥落した。
2003年、カブスはダスティ・ベイカーを新監督に迎え、中地区優勝を果たす。東地区の覇者アトランタ・ブレーブスとのナショナルリーグディビジョンシリーズも3勝2敗で制し、ナショナルリーグチャンピオンシップシリーズへと駒を進めた。

## 事件発生

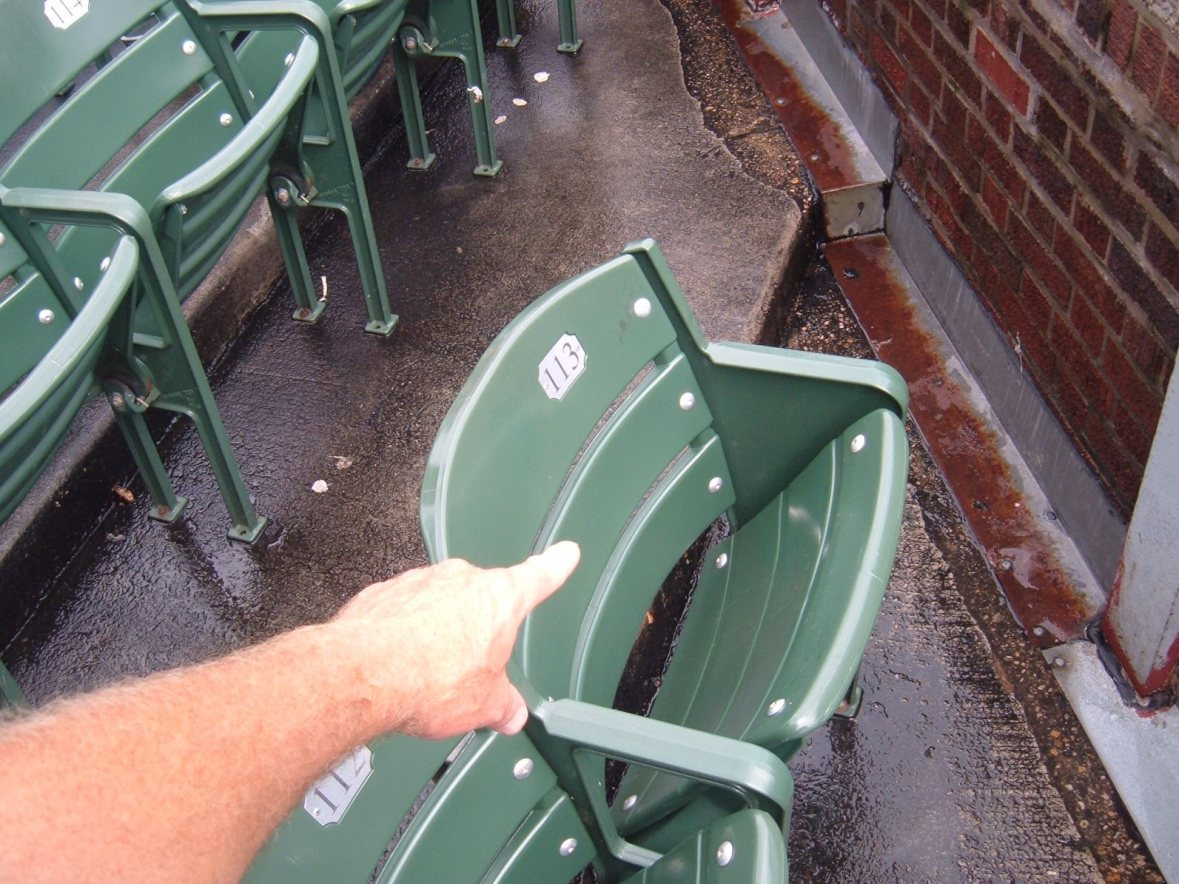
バートマンが座っていた座席

若きエース、マーク・プライアーは7回まで95球で被安打3、無失点の好投を続け、チームも3-0とリードしたまま8回のマウンドに登った。先頭のマイク・モーデカイを左飛に打ち取った後、フアン・ピエールに二塁打を打たれ、一死二塁となった。続いて打席に入ったルイス・カスティーヨがファウルゾーンへ飛球を打ち上げ、左翼手のモイゼス・アルーが三塁観客席ギリギリの地点で捕球体勢に入った。ここで、落下地点付近のスタンド最前列に座っていた男が手を伸ばしてボールに触れ、弾き落してしまった。捕球に失敗したアルーは捕球を妨害したファンに向かって、激しい怒りを露わにした。その後、妨害がなければアウトになっていたはずのカスティーヨが四球で出塁し、大量得点へと繋がった。こうして、カブスは1イニング8失点で大逆転負けを喫し、58年ぶりのワールドシリーズ進出を逃した。
妨害の際に男の顔がテレビ画面に大写しにされ、ニュースなどでも何度も繰り返して報道されたため、その男がシカゴ郊外に住むスティーブ・バートマン(Steve Bartman)という26歳の青年であることが、試合後にインターネット上で特定された。更に、シカゴ・サンタイムズ紙がバートマンの職業や家を掲載した。当時、バートマンは仕事の傍らリトルリーグチームのコーチも務めていた。
次々打者のミゲル・カブレラが放った平凡な遊ゴロでの併殺に失敗したアレックス・ゴンザレスのエラーも致命的であったが、ファンの批判はバートマンに集中した。

### 試合の経過
|            | 1 | 2 | 3 | 4 | 5 | 6 | 7 | 8 | 9 | R | H  | E |
| ---------- | - | - | - | - | - | - | - | - | - | - | -- | - |
| マーリンズ | 0 | 0 | 0 | 0 | 0 | 0 | 0 | 8 | 0 | 8 | 9  | 0 |
| カブス     | 1 | 0 | 0 | 0 | 0 | 1 | 1 | 0 | 0 | 3 | 10 | 2 |

1. 勝利：チャド・フォックス (1-0)
2. 敗戦：マーク・プライアー (1-1)
3. 観客動員数: 39,577人　試合時間: 3時間00分

#### 8回表 フロリダ・マーリンズの攻撃
| B●●○ S●○ O○○ | 2ボール-1ストライク 0アウト |

| \| ◆ \| \| \| ◆ \| ◆ \| \| ▼ \| \| | 二塁: | 二塁: |
| \| ◆ \| \| \| ◆ \| ◆ \| \| ▼ \| \| | 三塁: | 一塁: |
| ◆                                  |       |       |
| ◆                                  | ◆     |       |
| ▼                                  |       |       |

| ◆ |   |
| ◆ | ◆ |
| ▼ |   |

| B●●○ S●○ O○○ | 2ボール-1ストライク 0アウト |

| \| ◆ \| \| \| ◆ \| ◆ \| \| ▼ \| \| | 二塁: | 二塁: |
| \| ◆ \| \| \| ◆ \| ◆ \| \| ▼ \| \| | 三塁: | 一塁: |
| ◆                                  |       |       |
| ◆                                  | ◆     |       |
| ▼                                  |       |       |

| ◆ |   |
| ◆ | ◆ |
| ▼ |   |

| B●●○ S●● O●○ | 2ボール-2ストライク 1アウト |

| \| ◆ \| \| \| ◆ \| ◆ \| \| ▼ \| \| | 二塁: | 二塁: |
| \| ◆ \| \| \| ◆ \| ◆ \| \| ▼ \| \| | 三塁: | 一塁: |
| ◆                                  |       |       |
| ◆                                  | ◆     |       |
| ▼                                  |       |       |

| ◆ |   |
| ◆ | ◆ |
| ▼ |   |

| B●●○ S●● O●○ | 2ボール-2ストライク 1アウト |

| \| ◆ \| \| \| ◆ \| ◆ \| \| ▼ \| \| | 二塁: | 二塁: |
| \| ◆ \| \| \| ◆ \| ◆ \| \| ▼ \| \| | 三塁: | 一塁: |
| ◆                                  |       |       |
| ◆                                  | ◆     |       |
| ▼                                  |       |       |

| ◆ |   |
| ◆ | ◆ |
| ▼ |   |

| B●●● S●● O●○ | 3ボール-2ストライク 1アウト |

| \| ◆ \| \| \| ◆ \| ◆ \| \| ▼ \| \| | 二塁:ピエール | 二塁:ピエール |
| \| ◆ \| \| \| ◆ \| ◆ \| \| ▼ \| \| | 三塁:         | 一塁:         |
| ◆                                  |               |               |
| ◆                                  | ◆             |               |
| ▼                                  |               |               |

| ◆ |   |
| ◆ | ◆ |
| ▼ |   |

| B●●● S●● O●○ | 3ボール-2ストライク 1アウト |

| \| ◆ \| \| \| ◆ \| ◆ \| \| ▼ \| \| | 二塁:ピエール | 二塁:ピエール |
| \| ◆ \| \| \| ◆ \| ◆ \| \| ▼ \| \| | 三塁:         | 一塁:         |
| ◆                                  |               |               |
| ◆                                  | ◆             |               |
| ▼                                  |               |               |

| ◆ |   |
| ◆ | ◆ |
| ▼ |   |

| B○○○ S●● O●○ | 0ボール-2ストライク 1アウト |

| \| ◆ \| \| \| ◆ \| ◆ \| \| ▼ \| \| | 二塁:         | 二塁:             |
| \| ◆ \| \| \| ◆ \| ◆ \| \| ▼ \| \| | 三塁:ピエール | 一塁:カスティーヨ |
| ◆                                  |               |                   |
| ◆                                  | ◆             |                   |
| ▼                                  |               |                   |

| ◆ |   |
| ◆ | ◆ |
| ▼ |   |

| B○○○ S●● O●○ | 0ボール-2ストライク 1アウト |

| \| ◆ \| \| \| ◆ \| ◆ \| \| ▼ \| \| | 二塁:         | 二塁:             |
| \| ◆ \| \| \| ◆ \| ◆ \| \| ▼ \| \| | 三塁:ピエール | 一塁:カスティーヨ |
| ◆                                  |               |                   |
| ◆                                  | ◆             |                   |
| ▼                                  |               |                   |

| ◆ |   |
| ◆ | ◆ |
| ▼ |   |

| B○○○ S○○ O●○ | 0ボール-0ストライク 1アウト |

| \| ◆ \| \| \| ◆ \| ◆ \| \| ▼ \| \| | 二塁:カスティーヨ | 二塁:カスティーヨ |
| \| ◆ \| \| \| ◆ \| ◆ \| \| ▼ \| \| | 三塁:             | 一塁:ロドリゲス   |
| ◆                                  |                   |                   |
| ◆                                  | ◆                 |                   |
| ▼                                  |                   |                   |

| ◆ |   |
| ◆ | ◆ |
| ▼ |   |

| B○○○ S○○ O●○ | 0ボール-0ストライク 1アウト |

| \| ◆ \| \| \| ◆ \| ◆ \| \| ▼ \| \| | 二塁:カスティーヨ | 二塁:カスティーヨ |
| \| ◆ \| \| \| ◆ \| ◆ \| \| ▼ \| \| | 三塁:             | 一塁:ロドリゲス   |
| ◆                                  |                   |                   |
| ◆                                  | ◆                 |                   |
| ▼                                  |                   |                   |

| ◆ |   |
| ◆ | ◆ |
| ▼ |   |

| B○○○ S○○ O●○ | 0ボール-0ストライク 1アウト |

| \| ◆ \| \| \| ◆ \| ◆ \| \| ▼ \| \| | 二塁:ロドリゲス   | 二塁:ロドリゲス |
| \| ◆ \| \| \| ◆ \| ◆ \| \| ▼ \| \| | 三塁:カスティーヨ | 一塁:カブレラ   |
| ◆                                  |                   |                 |
| ◆                                  | ◆                 |                 |
| ▼                                  |                   |                 |

| ◆ |   |
| ◆ | ◆ |
| ▼ |   |

| B○○○ S○○ O●○ | 0ボール-0ストライク 1アウト |

| \| ◆ \| \| \| ◆ \| ◆ \| \| ▼ \| \| | 二塁:ロドリゲス   | 二塁:ロドリゲス |
| \| ◆ \| \| \| ◆ \| ◆ \| \| ▼ \| \| | 三塁:カスティーヨ | 一塁:カブレラ   |
| ◆                                  |                   |                 |
| ◆                                  | ◆                 |                 |
| ▼                                  |                   |                 |

| ◆ |   |
| ◆ | ◆ |
| ▼ |   |

| B●●● S○○ O●○ | 3ボール-0ストライク 1アウト |

| \| ◆ \| \| \| ◆ \| ◆ \| \| ▼ \| \| | 二塁:リー     | 二塁:リー |
| \| ◆ \| \| \| ◆ \| ◆ \| \| ▼ \| \| | 三塁:カブレラ | 一塁:     |
| ◆                                  |               |           |
| ◆                                  | ◆             |           |
| ▼                                  |               |           |

| ◆ |   |
| ◆ | ◆ |
| ▼ |   |

| B●●● S○○ O●○ | 3ボール-0ストライク 1アウト |

| \| ◆ \| \| \| ◆ \| ◆ \| \| ▼ \| \| | 二塁:リー     | 二塁:リー |
| \| ◆ \| \| \| ◆ \| ◆ \| \| ▼ \| \| | 三塁:カブレラ | 一塁:     |
| ◆                                  |               |           |
| ◆                                  | ◆             |           |
| ▼                                  |               |           |

| ◆ |   |
| ◆ | ◆ |
| ▼ |   |

| B○○○ S○○ O●○ | 0ボール-0ストライク 1アウト |

| \| ◆ \| \| \| ◆ \| ◆ \| \| ▼ \| \| | 二塁:リー     | 二塁:リー       |
| \| ◆ \| \| \| ◆ \| ◆ \| \| ▼ \| \| | 三塁:カブレラ | 一塁:ローウェル |
| ◆                                  |               |                 |
| ◆                                  | ◆             |                 |
| ▼                                  |               |                 |

| ◆ |   |
| ◆ | ◆ |
| ▼ |   |

| B○○○ S○○ O●○ | 0ボール-0ストライク 1アウト |

| \| ◆ \| \| \| ◆ \| ◆ \| \| ▼ \| \| | 二塁:リー     | 二塁:リー       |
| \| ◆ \| \| \| ◆ \| ◆ \| \| ▼ \| \| | 三塁:カブレラ | 一塁:ローウェル |
| ◆                                  |               |                 |
| ◆                                  | ◆             |                 |
| ▼                                  |               |                 |

| ◆ |   |
| ◆ | ◆ |
| ▼ |   |

| B●●● S○○ O●● | 3ボール-0ストライク 2アウト |

| \| ◆ \| \| \| ◆ \| ◆ \| \| ▼ \| \| | 二塁:ローウェル | 二塁:ローウェル |
| \| ◆ \| \| \| ◆ \| ◆ \| \| ▼ \| \| | 三塁:リー       | 一塁:           |
| ◆                                  |                 |                 |
| ◆                                  | ◆               |                 |
| ▼                                  |                 |                 |

| ◆ |   |
| ◆ | ◆ |
| ▼ |   |

| B●●● S○○ O●● | 3ボール-0ストライク 2アウト |

| \| ◆ \| \| \| ◆ \| ◆ \| \| ▼ \| \| | 二塁:ローウェル | 二塁:ローウェル |
| \| ◆ \| \| \| ◆ \| ◆ \| \| ▼ \| \| | 三塁:リー       | 一塁:           |
| ◆                                  |                 |                 |
| ◆                                  | ◆               |                 |
| ▼                                  |                 |                 |

| ◆ |   |
| ◆ | ◆ |
| ▼ |   |

| B●●○ S●○ O●● | 2ボール-1ストライク 2アウト |

| \| ◆ \| \| \| ◆ \| ◆ \| \| ▼ \| \| | 二塁:ローウェル | 二塁:ローウェル     |
| \| ◆ \| \| \| ◆ \| ◆ \| \| ▼ \| \| | 三塁:リー       | 一塁:ホランズワース |
| ◆                                  |                 |                     |
| ◆                                  | ◆               |                     |
| ▼                                  |                 |                     |

| ◆ |   |
| ◆ | ◆ |
| ▼ |   |

| B●●○ S●○ O●● | 2ボール-1ストライク 2アウト |

| \| ◆ \| \| \| ◆ \| ◆ \| \| ▼ \| \| | 二塁:ローウェル | 二塁:ローウェル     |
| \| ◆ \| \| \| ◆ \| ◆ \| \| ▼ \| \| | 三塁:リー       | 一塁:ホランズワース |
| ◆                                  |                 |                     |
| ◆                                  | ◆               |                     |
| ▼                                  |                 |                     |

| ◆ |   |
| ◆ | ◆ |
| ▼ |   |

| B○○○ S○○ O●● | 0ボール-0ストライク 2アウト |

| \| ◆ \| \| \| ◆ \| ◆ \| \| ▼ \| \| | 二塁:モーデカイ | 二塁:モーデカイ |
| \| ◆ \| \| \| ◆ \| ◆ \| \| ▼ \| \| | 三塁:           | 一塁:           |
| ◆                                  |                 |                 |
| ◆                                  | ◆               |                 |
| ▼                                  |                 |                 |

| ◆ |   |
| ◆ | ◆ |
| ▼ |   |

| B○○○ S○○ O●● | 0ボール-0ストライク 2アウト |

| \| ◆ \| \| \| ◆ \| ◆ \| \| ▼ \| \| | 二塁:モーデカイ | 二塁:モーデカイ |
| \| ◆ \| \| \| ◆ \| ◆ \| \| ▼ \| \| | 三塁:           | 一塁:           |
| ◆                                  |                 |                 |
| ◆                                  | ◆               |                 |
| ▼                                  |                 |                 |

| ◆ |   |
| ◆ | ◆ |
| ▼ |   |

| B●●○ S●● O●● | 2ボール-2ストライク 2アウト |

| \| ◆ \| \| \| ◆ \| ◆ \| \| ▼ \| \| | 二塁: | 二塁:         |
| \| ◆ \| \| \| ◆ \| ◆ \| \| ▼ \| \| | 三塁: | 一塁:ピエール |
| ◆                                  |       |               |
| ◆                                  | ◆     |               |
| ▼                                  |       |               |

| ◆ |   |
| ◆ | ◆ |
| ▼ |   |

| B●●○ S●● O●● | 2ボール-2ストライク 2アウト |

| \| ◆ \| \| \| ◆ \| ◆ \| \| ▼ \| \| | 二塁: | 二塁:         |
| \| ◆ \| \| \| ◆ \| ◆ \| \| ▼ \| \| | 三塁: | 一塁:ピエール |
| ◆                                  |       |               |
| ◆                                  | ◆     |               |
| ▼                                  |       |               |

| ◆ |   |
| ◆ | ◆ |
| ▼ |   |

## 影響

### 球団の反応
第7戦に敗れてシリーズ敗退が決まった後の10月17日、カブスは公式サイト上で以下の声明を発表した。
The Chicago Cubs would like to thank our fans for their tremendous outpouring of support this year. We are very grateful. We would also like to remind everyone that games are decided by what happens on the playing field — not in the stands. It is inaccurate and unfair to suggest that an individual fan is responsible for the events that transpired in Game 6. He did what every fan who comes to the ballpark tries to do — catch a foul ball in the stands. That's one of the things that makes baseball the special sport that it is. This was an exciting season and we're looking forward to working towards an extended run of October baseball at Wrigley Field.

（シカゴ・カブスは本年のファンの皆様によるこれ以上ないほどの応援に礼を述べたいと思います。感謝の気持ちで一杯です。それと共に、私たちは皆様に試合はフィールドの上での出来事によって決まるのだと言うことを心に留めて頂きたいと思っています。決して、観客席での出来事によってではありません。ある1人のファンが、第6戦で起こったことに責任を持つと見なすのは不正確であり、不公平なことです。彼は球場に来ている全てのファンがしようとすること―ファールボールをキャッチすること―をしただけです。それは野球を特別なスポーツにしていることの1つです。今シーズンはとてもエキサイティングな年でした。リグレー・フィールドで10月に更に長く試合ができることを楽しみにしています。）

### ファンの反応
- カブスの58年ぶりのワールドシリーズ進出がかかった大一番であり、ファンの注目度は高かった。シリーズ7戦を通してのシカゴ地区での平均視聴率は38.1％、占拠率は55％だった[8]。事件が起こった第6戦はシカゴ地区で視聴率44.6％、占拠率59％を記録し、瞬間最高視聴率は8回表開始後の54.0％だった。すなわち、バートマンによる捕球妨害事件は最も多くの人が視聴しているタイミングで起こった[9]。

- バートマンの妨害をきっかけにリグレー・フィールドの雰囲気は一変し、客席のあらゆる方向からバートマンに罵詈雑言が浴びせられた、球場の外に詰めかけて放送を聞いていた人々からも怒号が沸き起こった。カブスが逆転を許した後、観客の怒りはヒートアップし、バートマンにビールを浴びせかける者もいた。ただし、この行為が理由で退場になった訳ではなく、彼が連れ出されたのは身の安全を確保するために過ぎない[2]。しかし負けた理由がバートマンにあるとされ、試合後バートマンが襲撃された[10]。帰宅したバートマンの身を守るため、6人の警官が自宅の外で警備に当たった[11]。バートマンは「ファールボールを捕るのに夢中になり、アルーが捕球しようと近くに来ているのに気付きませんでした。申し訳ない気持ちで一杯です」というコメントを発表した。自宅には嫌がらせ電話が殺到したため、電話番号の変更を余儀なくされた。メディアから取材や、CM出演などの依頼も多く舞い込んだが、全て拒否した[12]。マーリンズファンからは多数の贈り物が届けられたが、全て受け取りを拒否し、慈善団体に寄付した[13]。

### マスメディアの反応
- アメリカESPNの番組でも、この日の敗因としてバートマンのキャッチングがあげられた。また、この件に関するメディアの取材が殺到した[10]。

- 2011年にESPNはこの事件を検証する番組（日本ではJ SPORTS「ボールと共に逃した栄光」）を放送した。さまざまな角度からの映像から、彼が捕ろうとしたボールの落下点は観客席だったこと、彼以外にも何人もの観客がボールを捕ろうとしていたこと、問題のシーンが何度も流されて彼を非難する雰囲気が出来上がってしまったことを放送した[2]。また、捕球できなかったモイゼス・アルーが過剰なまでに怒りをあらわにしたことで、「バートマンが妨害した」という印象が強くなったという指摘もある[14]。

### 政界からの反応
- イリノイ州知事のロッド・ブラゴジェビッチは試合後、「あの馬鹿から（刑務所入りした後）保釈申請が来たとしても絶対拒絶してやる」と発言した[15]。シカゴ市議会議員のトム・アレンは、バートマンはアラスカ州へ移住すべきだと述べた。一方、バートマンの妨害によって救われた形のフロリダ州知事ジェブ・ブッシュは「彼の安全を守ることを約束する」と述べ、バートマンを亡命者として受け入れる用意があると明かした[16]。

## その後
- 翌日の第7戦にも勝利してナ・リーグ優勝を果たしたフロリダ・マーリンズはニューヨーク・ヤンキースとのワールドシリーズを4勝2敗で制し、6年ぶり2度目の世界一に輝いた。カブスがナ・リーグ優勝を果たしてワールドシリーズ出場を決め、呪いの呪縛から解かれるまでには、13年後の2016年まで待たねばならなかった[17]。

爆破された球

- 爆破された球後に、このボールは多くのファンが見守る前で爆破された[14]。

- バートマンが座っていた座席である「セクション4、8列、シート113」はリグレー・フィールドの名所の1つになった[18]。

- バートマンにはマスコミから多額の報酬で出演オファーが来たが、すべて断った。2012年に発売されたプレイステーション3用ソフトMLB 12: The Showのコマーシャルで、カブス優勝のシーンが実はリアルなゲーム画面で、これを見て涙ぐむ青年のシーンが話題になったが、彼のモデルがバートマンではないかと憶測が流れた。ただし、CM製作者はこれを否定した[2]。

- バートマンの風貌がカブスのキャップにヘッドフォン、眼鏡、緑のタートルネック、黒いセーターという特徴的なものであったため、ハロウィーンのコスチュームにもなった[19]。アリゾナ・ダイヤモンドバックスの本拠地チェイス・フィールドに出没するバートマンの偽者は名物化している[20]。

- 事件後、バートマンは仕事も住所も変え、公の場には一切姿を現していない[3]。2011年、カブスのセオ・エプスタイン球団社長は「全てを水に流して前に進むべきである。私はいつでも彼を暖かく迎え入れる」と述べ、バートマンと公式の場で対面することを望んだ[21]。

- 2016年、カブスは108年ぶりにワールドシリーズ制覇を果たす。その翌年の2017年7月31日、カブスはバートマンにその名が刻まれたチャンピオンリングを贈呈した。バートマンは声明を発表し、「ほっとしていますし、2003年のファウルボール事件で生じた私や家族にまつわる長い物語が、これでようやく終わることを望んでいます」「自分がこのような栄誉に値するとは思っていませんが、正式なシカゴ・カブスの2016年ワールドシリーズ優勝リングを受け取って、心から感動していると同時に深く感謝しています。この歴史的な重要性を十分に認識し、あらゆるレベルでリングが示す象徴的な意味についても尊重しています。家族と私で代々大切にしていくつもりです」と述べた。また、カブスのオーナーのトム・リケッツは「われわれが待望のワールドシリーズ制覇を成し遂げるまで、長い間ずっと尾を引いていた不幸な出来事が、これで終わることを望んでいる」とコメントした[22]。